# Slivje (gmina Hrpelje-Kozina)
Slivje – wieś w Słowenii, w gminie Hrpelje-Kozina. 1 stycznia 2017 liczyła 103 mieszkańców.